# NGC 2885
NGC 2885 este o seyfert 1 galaxy⁠(d) situată în constelația Leul. A fost descoperită în 24 februarie 1827 de către John Herschel. Se află la o distanță de 112 megaparseci de Pământ.